# Fernando Ezequiel Solanas
Fernando Ezequiel Solanas, detto Pino (Buenos Aires, 16 febbraio 1936 – Parigi, 6 novembre 2020) è stato un regista, politico, musicista, attore, pubblicitario e fumettista argentino.

## Biografia
Padre, assieme a Octavio Getino e Fernando Vallejo, del gruppo «Cine-Liberation» argentino, regista politicamente e socialmente impegnato, esordì nel 1968 con L'ora dei forni, film documentario dedicato a Che Guevara, girato durante la temperie rivoluzionaria contro il neo-colonialismo e la violenza che alla fine degli anni sessanta caratterizzarono l'America Latina e grazie al quale divenne punto di riferimento per il cinema politico e militante sudamericano.
Sempre con Octavio Getino, Solanas scrisse il manifesto Verso un Terzo Cinema, un'idea di un cinema politico, "terzo" rispetto al cinema hollywoodiano (il "primo cinema") ed a quello artistico "d'autore" europeo (il "secondo"), che sostenesse la causa dei paesi vittime del neoliberismo, piuttosto che perseguire il mero profitto economico rendendo lo spettatore un "consumatore dell'ideologia borghese". Per il terzo cinema il film era un'"arma di liberazione" che doveva fare di ogni partecipante un "guerrigliero" ed in cui il regista doveva far parte di un "collettivo", un gruppo produttivo operante per conto degli oppressi.

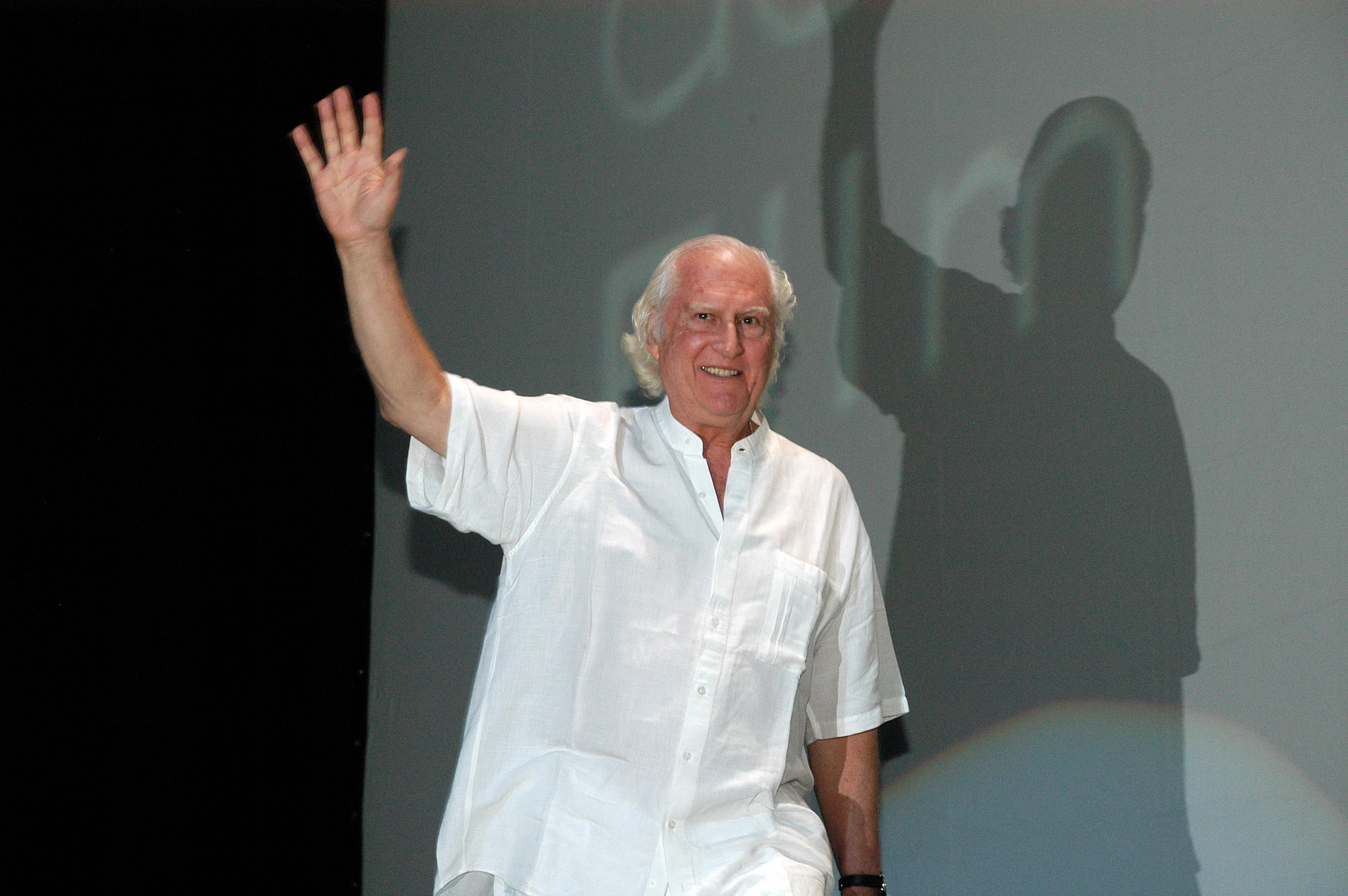
Pino Solanas

Nel 1976 si trasferì, in esilio, a Parigi e nel 1983 fece ritorno in Argentina.
Continuò a girare film politici e fu apertamente critico nei confronti di Carlos Menem: nel maggio 1991, tre giorni dopo una dichiarazione pubblica fortemente critica verso il Presidente dell'Argentina, Solanas fu vittima di un attentato, gli furono sparati contro due proiettili. Menem lo denunciò per calunnie. L'episodio segnò la scelta della militanza politica: nel 1992 si candidò al Senato nella provincia di Buenos Aires ottenendo il 7% dei voti, l'anno seguente fu eletto deputato con il Frente País Solidario, anche se l'appartenenza al partito durò solo un anno per via delle divergenze con Carlos "Chacho" Álvarez (vicepresidente dell'Argentina durante la presidenza di Fernando de la Rúa).
Collaborò con Astor Piazzolla per la realizzazione di diverse colonne sonore di film.
Solanas è morto il 6 novembre 2020 a Parigi, all'età di 84 anni, a causa di complicazioni dovute al COVID-19.

## Filmografia
- L'ora dei forni (La hora de los hornos) - documentario (1968)
- Los hijos de Fierro (1975)
- La Mirada de los otros (1980)
- Tangos - L'esilio di Gardel (El exilio de Gardel) - film drammatico (1985)
- Sur - film drammatico (1988)
- Il viaggio (film 1992) (El viaje) - film drammatico (1992)
- La nube - film drammatico (1998)
- Diario del saccheggio (Memoria del saqueo) - documentario (2003)
- La dignità degli ultimi (La dignidad de los nadies) - documentario (2005)
- Argentina latente - documentario (2007)
- La próxima estación - documentario (2008)
- La Tierra Sublevada: Oro Impuro - documentario (2009)
- La Tierra Sublevada: Oro Negro - documentario (2010)
- A Journey to the Fumigated Towns - documentario (2017)
- Que sea ley - documentario (2019)

### Riconoscimenti
- Festival del cinema di Venezia
  - 1985 Premio speciale della giuria Tangos - L'esilio di Gardel
- Festival di Cannes
  - 1988 Palma d'oro per la miglior regia Sur
- Grand Prix de la Commission Supérieure Technique al Festival di Cannes 
  - 1992 El viaje
- Festival di Berlino
  - 2004 Orso d'Oro alla carriera

## Scritti
- (ES)  Solanas Fernando, Getino Octavio, Cine, Cultura y Descolonización, Siglo Ventiuno editores, Mexico, 1973
- (ES)  Yglesias Jorge, Fernando Solanas, "Cuatro respuestas para Jorge Yglesias", in Revista Cine Cubano, n°137

### Riviste
- (ES)  Alvarez Enrique, "Posibilidad del Sur. Un viaje hacia el cine-poésia de Fernando Solanas", in Revista Cine Cubano, n°137